# Claude Jay
Claude Jay, talvolta italianizzato in Giaio (Mieussy, 1505? – Vienna, 6 agosto 1552), è stato un gesuita francese.

## Biografia
Originario della Savoia, fu amico d'infanzia di Pierre Favre e fu con lui allievo di un certo Pierre Veillard, che diede loro una solida formazione classica.
Venne ordinato prete il 28 marzo 1528. Nel 1533 si trasferì a Parigi, su consiglio di Favre, per completare i suoi studi, venne da Favre guidato negli Esercizi spirituali e, insieme a Paschase Broët e Jean Codure, nel 1535 decise di unirsi alla comunità di Ignazio e si spostò con lui a Venezia.
Nel 1540 papa Paolo III approvò la Compagnia di Gesù. Jay partecipò al Concilio di Trento come procuratore del vescovo di Augusta, Ottone di Waldburg, e intervenne per sottolineare l'importanza della formazione dei candidati al sacerdozio.
Dopo un negoziato con il duca Guglielmo IV di Baviera, nel 1549 Ignazio inviò Jay (assieme a Pietro Canisio e ad Alfonso Salmerón) ad insegnare teologia a Ingolstadt.
Nel 1551, con il sostegno di Ferdinando d'Austria, fondò il collegio gesuita di Vienna, di cui fu il primo rettore: morì poco tempo dopo e Canisio gli succedette nella carica.